# Ga Lệ Kỳ
Ga Lệ Kỳ là một nhà ga xe lửa tại xã Vĩnh Ninh, huyện Quảng Ninh, tỉnh Quảng Bình. Nhà ga là một điểm trên tuyến đường sắt Bắc Nam tiếp nối sau ga Đồng Hới và trước ga Long Đại. Lý trình ga: Km 529 + 40.